# Brett Perkins
Brett Perkins er født i Californien, USA, men nu bosiddende i København. Han har sine rødder i 80'ernes club-miljø i Los Angeles. Har bl.a. udgivet 3 soloalbum: Staring At The Sun (1998), Last Bus Home (2000) og Danish Weather (2003). Har bl.a. optrådt på Uldum Gademusik Festival.